# 扬尼克·福雷斯捷
扬尼克·福雷斯捷（法語：Yannick Forestier；1982年1月2日—）是一位法國橄欖球運動員。他是法國國家橄欖球隊的一員，代表法國參加了2014年橄欖球六國賽。